# 石井研二

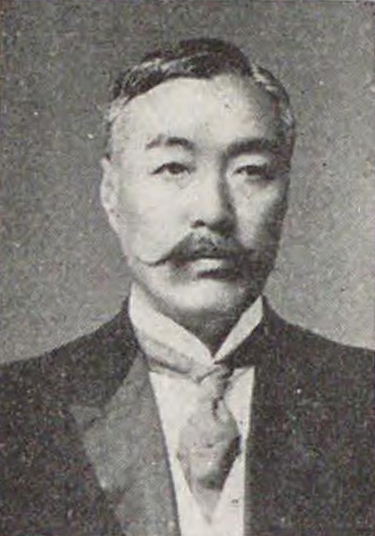
石井研二

石井 研二（いしい けんじ、1867年1月12日（慶応2年12月7日） - 1936年（昭和11年）4月3日）は、明治から昭和時代前期の政治家、実業家。衆議院議員（1期）。

## 経歴
伊豆国賀茂郡、のちの静岡県賀茂郡中大見村（田方郡中大見村、中伊豆町を経て現伊豆市）に生まれる。慶應義塾に学ぶ。韮山村会議員、君沢・田方二郡連合会議員、静岡県会議員、同参事委員を歴任した。財界では、三島乾燥、沼津委託倉庫各社長、東海起業取締役を務めた。
1920年（大正9年）5月の第14回衆議院議員総選挙では静岡県第10区から憲政会所属で出馬し当選。衆議院議員を1期務めた。